# Office for Metropolitan Architecture
Office for Metropolitan Architecture (OMA) — голландская архитектурная, исследовательская и дизайнерская компания, базирующаяся в Роттердаме, работающая на международном уровне и являющаяся одной из самых известных представителей авангардной современной архитектуры, выполняет проекты в традиционных рамках архитектуры и урбанизма, основана в 1975 году голландским архитектором Ремом Колхасом (англ. Rem Koolhaas) и греческим архитектором Элиа Зенелис (англ. Elia Zenghelis), наряду с Маделон Вризендорп (англ. Madelon Vriesendorp) и Зоей Зенгелис (англ. Zoe Zenghelis). К офису компании примыкает аналитический центр AMO, работающий над проектами, выходящими за рамки архитектуры и городского планирования.

## История
В 1975 году Элиа Зенелис основал компанию, затем в компании начали работать его студенты Рем Колхас, Маделон Вризендорп и Зоей Зенгелис.
В 1984 году штаб-квартира офиса была переведена в Роттердам. В прошлом Заха Хадид и Кеес Кристиаансе являлись сотрудниками и партнерами компании.
В 1987 году Элиа Зенелис ушел из компании.

### Этапы развития
Рем Колхас и Элия Зенгелис начали работать вместе в начале 1970-х годов в Архитектурной ассоциации, лондонской архитектурной школе, где Колхас был учеником, а Зенгелис — инструктором. Их первым крупным проектом был утопический / антиутопический проект «Исход», или «Добровольные узники архитектуры» (1972). Этот проект предлагал линейную структуру, рассекающую Лондон, как нож. Другие проекты включали City of the Captive Globe (1974), Hotel Sphinx (1975), New Welfare Island / Welfare Palace Hotel (1975—1976), Редевелопмент, перепланировка острова Рузвельта (1975) — все «бумажные» проекты, которые не были построены, находится на Манхэттене, тема книги Колхаса «Безумный Нью-Йорк, Ретроактивный манифест для Манхэттена» (1975).
Основание OMA совпало с участием фирмы в конкурсе архитектурного дизайна нового здания голландского парламента в Гааге в 1978 году с Захой Хадид. Компания OMA стала одним из победителей первого приза (среди примерно 10 других), проект широко обсуждался и публиковался. Комиссия, однако, была отдана архитектору, который не участвовал в конкурсе. Заявка на участие в конкурсе в парламенте Нидерландов была первой из серии спорных и успешных международных конкурсов, представленных OMA в 1980-х годах, которые не были созданы OMA.

#### OMA в 1980-х
Первыми крупными заказами OMA были Нидерландский театр танца (1981) в Гааге и IJ-Plein городское планирование (1981—1988) в Амстердаме. В связи с изменением местоположения в 1984 году, был разработан второй проект Театра танца. После завершения строительства в 1987 году здание привлекло международное внимание. Несмотря на то, что Танцевальный театр полон «первых ошибок», он является первым реализованным проектом, в котором идеи Рема Колхаса проявились. Отель IJ-plein расположен на берегу бухты Эй, являющейся городской набережной, напротив центра города. Генеральный план состоит из 1300 жилых домов и нескольких объектов. OMA спроектировало школу, общественный центр и два жилых дома.
Ещё несколько проектов были реализованы в 1980-х годах: полицейский участок в Алмере (1982—1985), автовокзал в Роттердаме (1985—1987, снесен в 2005 году), жилой дом Byzantium в Амстердаме (1985—1991) и Checkpoint Charlie Housing. в Берлине (1984—1990). В этот период были построены два дома; Первый дом представлял собой дуэт вилл с патио (1985—1988) в стиле Мис ван дер Роэ, вставленных в дамбу в Роттердаме. Вторым — возможно, наиболее развитым проектом OMA до того времени — была Вилла Далл’Ава в Париже (1984—1991). Клиент, по словам Колхаса, просил «шедевр». Он хотел стеклянный дом. Она хотела бассейн на крыше. В доме было столько задержек, что это «стало рекордом нашего собственного (OMA) взросления».
В конце 1970-х и 1980-х годах было проведено несколько исследований: исследование по ремонту тюрьмы-паноптикума в Арнеме в 1979 году, плита башни Бумпьес в Роттердаме (1979), жилье для берлинской IBA (1980, не реализовано, и причина, по которой OMA не будет проектировать что-нибудь в Берлине больше в 20-м веке (возвращение Голландского посольства), генеральный план всемирной выставки в Париже (1983). Однако гораздо более важными были конкурсные работы, разработанные OMA в этот период. Они снискали офису международную известность (но ни один проект не был построен).

#### OMA в 1990-е годы
В 1990-х годах OMA получила известность благодаря серии новаторских работ на крупных соревнованиях: например, Tres Grande Bibliothèque и Two Libraries для Университета Жюссье, Париж, Франция (1993). В эти годы OMA также реализовала амбициозные проекты, начиная от частных резиденций и заканчивая крупномасштабными городскими планами: Villa dall’Ava, Париж, Франция (1991), Nexus Housing, Фукуока, Япония (1991), Kunsthal, Роттердам (1992).
Euralille (1994), 70 га бизнес и общественный центр в Лилле, на севере Франции, содержащей европейский центр для высокоскоростных поездов, преобразованного некогда спящего центр более чем 50 миллионов людей в связи сайта размещения, а также ряд современная деятельность.
В 1999 году OMA завершила строительство Maison à Bordeaux, виллы для клиента на холмах недалеко от Бордо, Франция. Самая яркая особенность виллы — это платформа в самом центре дома, которая свободно перемещается между тремя этажами и позволяет клиенту передвигаться на инвалидной коляске по всем трем уровням виллы. Дизайн был разработан в сотрудничестве с инженером Сесилом Балмондом .

#### OMA в 21 веке
Недавно завершенные проекты OMA включают Viktor & Rolf Store в Лондоне (2011), галерею Edouard Malingue в Гонконге (2010), Prada Transformer, вращающийся многоцелевой павильон в Сеуле (2009), Шахта Цольферайн Исторический музей и генеральный план в Эссене (2006), Музей искусств Сеульского национального университета (2005), «Дом музыки в Порту» (2005 г.) Центр Prada в Лос-Анджелесе (2004 г.), Центральной библиотеки Сиэтла (2004 года) Художественный музей Лиума Самсунг (2004), Посольство Нидерландов в Берлине (2003) и Центр кампуса McCormick Tribune в Иллинойский технологический институт в Чикаго (2003).
Компания OMA получила контракт на создание Центральной библиотеки Сиэтла, завершенный в 2005 году, несмотря на то, что она не входила в список фирм, изначально приглашенных для представления проектов. Бывший житель Сиэтла Джошуа Принс-Рамус, партнер, услышал от своей матери о встрече заинтересованных фирм в последнюю минуту и прилетел из Нидерландов. Это 11-этажное здание из стекла и стали является ярким дополнением городского пейзажа Сиэтла .
В Азии OMA недавно завершила строительство огромного здания штаб-квартиры Центрального китайского телевидения в Пекине, а в настоящее время строится новое здание для Шэньчжэньской фондовой биржи. В январе 2009 года OMA выиграла конкурс на строительство центра исполнительских искусств в Тайбэе, а в июне 2009 года офис выиграл конкурс на проектирование «Хрустального острова», транспортного и культурного узла в центре Шэньчжэня.
В октябре 2011 года Художественная галерея Барбикан открыла свою выставку «OMA / Progress», первую крупную презентацию работ OMA в Великобритании, которую курирует бельгийский творческий коллектив Rotor.
OMA (и Рем Колхас) хорошо известны противоречивыми проектами, такими как предложение приспособить часть Музея современного искусства под рекламное пространство под названием MoMa Inc.

## Структура компании
ОМА организовано как объединение равных партнеров. В настоящее время партнерами компании являются Рем Колхас, Рейнир де Грааф, Эллен Ван Лун, Сёхэй Сигэмацу, Ияд Алсака, Дэвид Гиантонттен,Крис ван Дижин Ипполито Пестеллини Лапарелли, Джейсон Лонг и управляющий партнер — генеральный директор Виктор ван дер Чийс. В компании работает около 290 человек из 45 стран мира.

### Офисы
У OMA есть филиалы в Дохе, Дубае, Пекине, Гонконге, Нью-Йорке и Брисбене, Австралии.
- OMA Rotterdam — Проекты включают строительство новой штаб-квартиры Rothschild Bank в Лондоне и De Rotterdam, самого большого здания в Нидерландах; разработка проекта Stadskantoor, нового здания мэрии в Роттердаме; Bibliothèque Municipales призванием REGIONALE в Кане; Центр лечения рака Мэгги в Глазго; и Конгресс-центр Кордовы в Испании (позже приостановлено). Офис также работает над несколькими проектами на Ближнем Востоке, включая три здания Образовательного города в Катаре.
- OMA New York — Проекты включают 550-футовую жилую башню в Сан-Франциско, а в настоящее время строится новое здание Национального музея изящных искусств Квебека. В 2011 году офис завершил строительство Milstein Hall, нового здания колледжа архитектуры, искусства и планирования Корнельского университета[12][13].
- OMA Пекин — Самый крупный проект в офисе на сегодняшний день 575000 м 2 Центральное телевидение Китая штаб — квартиры (CCTV) и телевидения культурный центр (TVCC), в Пекине. Другие разрабатываемые проекты включают жилую башню и генеральный план жилого дома в Сингапуре.
- OMA Гонконг — Проекты включают новый кампус колледжа Чу Хай в Гонконге, строительство Шэньчжэньской фондовой биржи и разработка проекта Центра исполнительских искусств Тайбэя.

### AMO
В 1998 году Колхас основал AMO, аналитический центр в рамках OMA, занимающийся производством неархитектурных работ, включая выставки, кампании по брендингу, публикации и энергетическое планирование. AMO has produced exhibitions at the Venice Biennale (on the Hermitage museum in St. Petersburg) и Венецианской архитектурной биеннале (англ. Venice Architecture Biennale) (on the development of the Gulf, and, in 2010, on preservation), AMO подготовила выставки на Венецианской биеннале (в Эрмитаже в Санкт-Петербурге) и Венецианской архитектурной биеннале (о развитии Персидского залива, а в 2010 году о сохранении), и выпусках, редактируемых гостями журналов Wired и Domus. AMO производила работы для Universal Studios, аэропорта Амстердама Схипхол, Гарвардского университета, Condé Nast, Heineken и IKEA.
Проекты AMO также включают разработку технологий для магазинов Prada, стратегию будущего Volkswagen, стратегию TMRW, новую сеть органического быстрого питания, работу над платформой 21, новый проектный институт в Амстердаме, кураторский генеральный план для Эрмитаж в Санкт-Петербурге и Дорожная карта 2050: Практическое руководство в процветающую низкоуглеродную Европу. ((англ. Roadmap 2050: A Practical Guide to a Prosperous, Low-Carbon Europe))
- В 2008 году AMO курировала выставку «Dubai Next» в Музее дизайна Vitra в Вайль-на-Рейне и была одним из редакторов книги «Аль-Манах», в котором подробно описывается быстрое преобразование региона Персидского залива.
- В 2010 году в сотрудничестве с Archis и Think Tank AMO разработала продолжение Al Manakh 2.

## Архитектурные проекты
Здания и проекты OMA характеризует концептуальный подход, проектами с обширными исследованиями, которые суммируются в схемах и часто переходят непосредственно в пространственные концепции зданий.
Диаграмма служит визуализированным результатом исследования, позволяющим разложить сложность соответствующей задачи до концептуально приемлемого уровня.
Поэтому он не только служит средством коммуникации, но также сознательно используется OMA в процессе проектирования для создания концепций.
Формально более ранние работы компании сочетают в себе коллажный образ мышления, который часто приправлен архитектурными цитатами из классического модернизма (например, на вилле Далл’Ава в Париже ироничные цитаты можно найти на икону Ле Корбюзье Villa Savoye, тоже построенный в Париже).
Повторяющимся элементом является также пространственное проникновение, растворение жесткого многоэтажного дома.
В Кунстале в Роттердаме есть наклонные уровни и пандусы, соединяющие этажи друг с другом, в Maison a Floirac Центральным пространственным элементом становится открытый лифт, который проезжает вдоль книжной стены в несколько этажей. В посольстве Нидерландов пространственная скульптура под названием Trajekt складывается, чтобы обеспечить доступ через все этажи, зал Оперного театра Порто выглядит так, как будто его просто протолкнули через скульптурную массивность здания.

## Архитекторы
- Элиа Зенелис — Ilias Zengelis, (auch Elia oder Elias Zenghelis, (греч. Ηλίας Ζεγγέλης, также Элиа или Элиас Зенгелис) (род. 1937 в Афинах) — греческий архитектор. Основал в 1975 году OMA вместе со своим тогдашним учеником Ремом Колхасом.
- Рейнир де Грааф — (род. 1964) — голландский архитектор, архитектурный теоретик, урбанист и писатель. В 1982 году окончил Стеделийкскую гимназию. Имеет диплом архитектуры в Делфтском университете и степень магистра архитектуры в Институте Берлаге. До прихода в OMA в 1996 году работал в архитектурных фирмах в Нидерландах и Великобритании. Автор книги «Четыре стены и крыша: сложная природа простой профессии».

## Архитектурные работы

### Известные произведения

#### Центральная библиотека Сиэтла

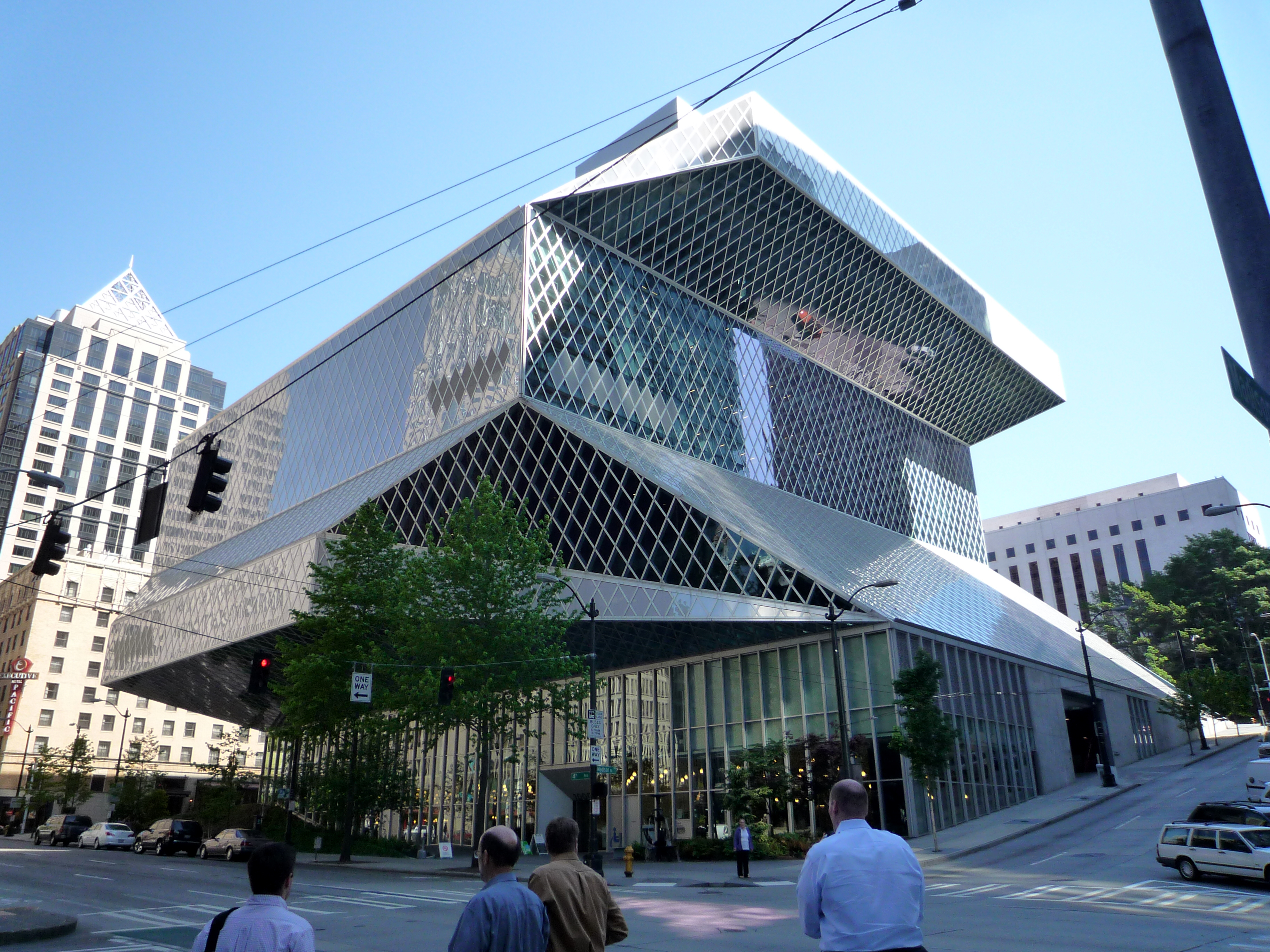
Сиэтл, центральная библиотека

В 1999 году ОМА выиграла конкурс на проектирование новой центральной библиотеки в Сиэтле. Центральная библиотека Сиэтла была завершена и открыта для публики 23 мая 2004 года. В 2005 году библиотека заработала национальный Американского института архитекторов Почетной Премии в области архитектуры. Архитектурный критик из The New Yorker Пол Голдбергер назвал здание «самой важной новой библиотекой, которая будет построена за одно поколение, и самой волнующей».

#### Дом музыки, Порту
Построенный в 2005 году, новый дом Национального оркестра Порту, «Дом музыки», стоит на новой общественной площади в исторической Ротонде да Боавишта. Здание граненой формы, Нью-Йорк Таймс критик Николай Оруссофф назвал это здание, «интеллектуальный азарт сочетается с его чувственной красотой». Внутри возвышенного Большого зала на 1300 мест, имеющего форму коробки из-под обуви, есть фасады из гофрированного стекла с обоих концов, которые открывают холл в город и предлагают сам Порту как драматический фон для выступлений. Помимо Большой Аудитории, задуманной как «простая масса», созданная из твердой формы здания, «Дом музыки» также содержит меньшие пространствп для выступлений без фиксированных сидений.

#### Посольство Нидерландов, Берлин
Посольство Нидерландов в Берлине, получившее в 2005 году премию Миса ван дер Роэ (Премия Европейского Союза в области современной архитектуры), представляет собой изолированный куб, окруженный с двух сторон стеной по периметру. Куб пронизан консольной переговорной комнатой и зигзагообразным внутренним проходом через здание.

#### Набережная Дубая (Waterfront City), Дубай
В 2007 году компания Nakheel Properties поручила компании OMA разработать генеральный план Набережной Дубая (англ. Waterfront City), расположенного на искусственном острове у Персидского залива в Дубае. Проект городской набережной(англ. Waterfront City) рассчитан на 1,5 миллиона человек и занимает площадь в 34 435 акров (139,35350089157 км2). Городской план OMA включает проекты 5 зданий, в том числе одно сферическое здание высотой 590 футов (180 м), которое будет спроектировано OMA и будет включать конференц-центр, жилые дома, гостиничные номера и магазины розничной торговли.

#### Европейский флаг штрих-код
После подписания договоров в Ницце в мае 2001 года тогдашний президент Европейской комиссии, Романо Проди и премьер — министром Бельгии Ги Верхофстадт, Рем Колхас предложил европейский флаг, под названием «Штрих — код». Штрих-код объединяет флаги стран ЕС в единый красочный символ. В нынешнем европейском флаге фиксированное количество звезд. Однако в штрих-коде новые государства-члены ЕС могут быть добавлены без ограничений по месту. Первоначально штрих-код отображал 15 стран ЕС, а в 2004 году символ был адаптирован для включения десяти новых государств-членов.
Со времен первых проектов штрих-кода он никогда официально не использовался коммерческими или политическими учреждениями, пока он не был официально использован впервые во время председательства Австрии в Совете Европейского союза в 2006 году. Логотип уже использовался в информационной кампании ЕС, которая также будет продолжена во время председательства Австрии в ЕС. Первоначальный шум вызвал неправильное отображение полос на флаге Эстонии.

### Основные реализованные проекты
- 1987: Нидерландский театр танца (англ. Nederlands Dans Theaters), Гаага
- 1987: Дом Колхаса на контрольно-пропускном пункте Чарли для Международной строительной выставки в Берлине, Берлин[24]
- 1988 Евралиль, Лилль
- 1989—1990: Автобусная остановка с видеоэкраном, Гронинген
- 1993: Кунстхалле, Роттердам
- 1997: Образовательный центр, Утрехт
- 1991: Вилла Далл’Ава, Сен-Клу, Париж
- 1998: Дом во Флоирак, Бордо
- 1998: Nexus Housing, Фукуока
- 1998: Prada — Epicenter Stores, Беверли-Хиллз и Нью-Йорк
- 2002: Посольство Нидерландов в Берлине
- 2002: Эрмитаж Гуггенхайма, Лас-Вегас
- 2002: Объект всемирного наследия Zollverein[25][26], Эссен
- 2003: Центр кампуса McCormick Tribune (MTCC), Технологический институт Иллинойса, Чикаго
- 2004: Публичная библиотека Сиэтла, Сиэтл
- 2005: Casa da Música, Порту, Португалия
- 2005: Музей искусств Национального университета, Сеул, Южная Корея
- 2005: Проект нового флага Европейского Союза (AMO, 2001—2005)
- 2012: Штаб Центрального китайского телевидения[27]
- 2013: Интерлейс, Сингапур
- 2015: Fondazione Prada[5], ремонт и расширение в Милане
- 2016: Тиммерхейс, Роттердам[28]
- 2016: Fondaco dei Tedeschi в Венеции, реконструкция и преобразование в торговый центр

### Текущие и будущие проекты
По состоянию на 2017 год текущие проекты OMA включали:

#### Европа
- Норра Торнен, Стокгольм, Швеция
- Виктор и Рольф, Лондон, Великобритания
- Центр Мэгги, Гартнавел, Шотландия, Великобритания
- ABN AMRO, здание Coolsingel, Роттердам, Нидерланды
- Многофункциональная башня Роттердам, Роттердам, Нидерланды
- Муниципальный офис, Роттердам, Нидерланды
- Конгресс-центр Кордовы, Испания
- Муниципальная библиотека регионального призвания, Кан, Франция
- Фондако дей Тедески, Венеция, IT
- Штаб-квартира банка Ротшильд Лондон, Лондон, Великобритания
- Генеральный план Белого города в Лондоне, Лондон, Великобритания
- Центр Мэгги, Глазго, Великобритания
- Институт Содружества, Великобритания
- Strelka Institute for Media, Architecture and Design, Москва, Россия[30]
- План Токийского залива, проект движения метаболистов и структуралистов/ Project Japan: A Portrait of the Metabolist Movement (Taschen, декабрь 2010 г.)
- Дорожная карта 2050: Практическое руководство к процветающей Европе с низким уровнем выбросов углерода
- Оформление Подиумных показов Prada[5] в Милане и Париже
- PasilaOne Tripla, Хельсинки[31]
- The Factory, Манчестер, Великобритания, 2019 г[32].

#### Северная Америка
- 111 First Street, Джерси-Сити, Нью-Джерси[33]
- Мильштейн Холл, Корнельский университет, Итака, Нью-Йорк
- Национальный музей изящных искусств Квебека, Квебек, Канада
- Новый музей (Нью-Йорк), Нью-Йорк[34]
- Павильон Одри Ирмас, храм на бульваре Уилшир, Лос-Анджелес: первое религиозное сооружение[35]
- Countryside: The Future,[36] Музей Гуггенхайма, Нью-Йорк, США.

#### Южная Америка
- CAN Национальный административный центр, Богота, Колумбия

#### Азия и Океания

##### Азиатско-Тихоокеанский регион
- Музей Западной Австралии[37]Перт (Австралия)
- Центр исполнительских искусств Тайбэя, Сеул (Южная Корея)
- CCTV — Штаб-квартира Центрального телевидения Китая, Пекин (Китай)
- TVCC — Телевизионный культурный центр (Пекин), Пекин (Китай)
- SSE — Шэньчжэньская фондовая биржа, Шэньчжэнь (Китай)
- SST — Singapore Scotts Tower (Сингапур), жилое здание, Тайвань
- Интерлейс, крупный жилой комплекс, Тайвань
- Центр исполнительских искусств Тайбэя (Taipei Performing Arts Center) сокращенно называется Beiyi Center или TPAC, Тайбэй (Тайвань). Открытие 14 февраля 2021 года.

##### Ближний Восток
- Национальная библиотека Катара, Город образования, Катар[38]
- Центр стратегических исследований Катарского института политики RAND, Город образования, Катар
- Штаб-квартира Фонда Катара, Город образования, Катар[38]

## Премии
2004: Золотая медаль RIBA, Великобритания
2005: Премия Миса ван дер Роэ в области европейской архитектуры за дизайн нового посольства Нидерландов в Берлине .

## Публикации
- ОМА и Брюс Мау, SML XL, Monacelli Press, Нью-Йорк 1995, ISBN 978-1-885254-01-6
- OMA, Content, Taschen Verlag, Cologne 2004, ISBN 978-3-8228-3070-3
- ОМА, что такое ОМА? Учитывая Рем Колхас и Управление столичной архитектуры, издательство NAi, Роттердам, 2004 г., ISBN 978-90-5662-349-4
- OMA и Франсуа Чашлен, Посольство Нидерландов в Берлине, OMA / Rem Koolhaas, NAi Publishers, Роттердам 2004, ISBN 978-90-5662-356-2
- Рем Колхас, Безумный Нью-Йорк — Манифест обратной силы для Манхэттена, Аахен 1999, ISBN 978-3-931435-00-4
- Рем Колхас (Hg.); ты. a., Colors, Birhäuser Basel, 2001, ISBN 978-3-7643-6569-1
- Рем Колхас; Квинтер, Санфорт; u. а. (Hg.) Мутации, Actar Barcelona 2001, ISBN 978-84-95273-51-2